# Kurt Helbig (Politiker)
Kurt Helbig (* 25. April 1919 in Derenburg; † 21. Februar 1996 in Berlin) war ein deutscher Gewerkschafter und Politiker. Er war von 1954 bis 1958 Mitglied des ZK der SED.

## Leben
Helbig, Sohn eines Tischlers, erlernte nach dem Besuch der Volksschule ab 1933 den Beruf des Schriftsetzers. Er wurde 1929 Mitglied des Arbeiter-Turn- und Sportvereins und war von 1930 bis 1932 Mitglied der Sozialistischen Arbeiter-Jugend (SAJ).  
Nach 1933 war er antifaschistisch tätig. Wegen politischer Diskussionen am Arbeitsplatz wurde er 1937 im Betrieb von der Gestapo verhaftet und später zu einem Jahr Gefängnis wegen Vergehens gegen das Heimtückegesetz verurteilt. Im Jahr 1942 wurde er als Soldat zur Wehrmacht einberufen. Kurze Zeit nach seinem Eintreffen an der Ostfront lief er im November 1943 zur Roten Armee über und kam in sowjetische Kriegsgefangenschaft. Von 1944 bis 1945 besuchte er eine Antifaschule und verblieb dort kurze Zeit als Assistent. Anschließend war er Kursant und von 1946 bis 1948 Lehrer an der Zentralen Antifaschule der Sowjetunion. 
Nach seiner Rückkehr nach Deutschland in die Sowjetische Besatzungszone wurde er Mitglied der Sozialistischen Einheitspartei Deutschlands (SED) und des FDGB. Er wurde zunächst in der wirtschaftspolitischen Abteilung des FDGB-Bundesvorstandes (BuV) eingesetzt und übernahm am 1. Juni 1949 die Leitung der Abteilung Schulung beim FDGB-BuV. Von 1950 bis März 1959 fungierte er als Sekretär und von 1952 bis März 1959 als Mitglied des Präsidiums des FDGB-Bundesvorstandes. Von 1954 bis 1958 war er Mitglied des ZK der SED. 
Nach seiner Abberufung aus allen Funktionen des FDGB war er bis 1960 Sekretär für Wirtschaftsfragen der SED-Kreisleitung Berlin-Weißensee. Von Mai 1960 bis Oktober 1976 übte er als Nachfolger von Hermann Gloth das Amt des Stadtrats für innere Angelegenheiten und stellvertretenden Oberbürgermeisters von Berlin aus und war von 1963 bis 1976 Abgeordneter der Berliner Stadtverordnetenversammlung. 
Von Dezember 1976 bis 1990 war er Sekretär der Zentralleitung des Komitees der antifaschistischen Widerstandskämpfer (Nachfolger von Willy Perk).

## Auszeichnungen
- 1976 und 1979 Vaterländischer Verdienstorden in Silber
- Medaille für Kämpfer gegen den Faschismus 1933 bis 1945
- Fritz-Heckert-Medaille